# Lubartów
Lubartów (udtale: [luˈbartuf]) er en by og en kommune (Gmina) i det sydøstlige Polen i det tidligere Lillepolen. Den ligger i voivodskabet Lublin (Województwo lubelskie) og har 20.494(2021) indbyggere og et areal på		13,91 km². Den er administrationsby i powiatet (amt) Lubartów.
Byen ligger 26 km nord for Lublin, ved Wieprz floden, på grænsen mellem to geografiske regioner i Polen - Lublin højlandet, og det sydlige Podlasielavland. I nærheden af Lubartów ligger Kozłowiec Landscape Park (Kozłowiecki Park Krajobrazowy). Byen er det 10. største bycenter i voivodskabet.

## Historie
Lubartów blev etableret i 1543 af Piotr Firlej i henhold til en stiftelsesordre udstedt af kong Sigismund den Gamle der tillod at grundlægge en by kaldet Lewartów. Lubartów var administrativt beliggende i Lublin Voivodeship i provinsen Lillepolen i Kongeriget Polens krone. I 1559 grundlagde Wojciech Calissius en protestantisk skole i byen, som var et af centrene for calvinismen i Lillepolen i slutningen af det 16. århundrede. Mikołaj Firlej inviterede en række dygtige håndværkere fra Frankrig, Tyskland og Holland, samt kvægavlere.